# Jane Greaves
Jane Greaves es una física británica, profesora de astronomía en la Universidad de Cardiff. Mientras estaba en la Universidad de St. Andrews dirigió el equipo que descubrió un protoplaneta dentro del disco protoplanetario alrededor de la joven estrella HL Tauri.
En 2017, fue galardonada con la Medalla y Premio Fred Hoyle del Institute of Physics por «su significativa contribución a nuestra comprensión de la formación de planetas y la habitabilidad de los exoplanetas a través de su imagen seminal de los discos de escombros alrededor de estrellas similares al Sol y cuerpos del sistema solar utilizando telescopios de infrarrojo lejano».
En 2018, anunció los resultados preliminares de los estudios sobre la presencia de fósforo en los restos de supernovas, que indican que el nivel de fósforo en la Nebulosa del Cangrejo es muy inferior al de Casiopea A, lo que hace especular que una escasez de fósforo podría limitar la formación de vida extraterrestre.
El 14 de septiembre de 2020, su equipo anunció el descubrimiento de la fosfina en la atmósfera de Venus.